# 神奈川大学ラグビー部
神奈川大学ラグビー部（かながわだいがくラグビーぶ、Kanagawa Univ Rugby Football Club）は、関東大学ラグビーリーグ戦グループ5部に所属する神奈川大学のラグビーユニオンチームである。

## 概要
1931年5月に横浜専門学校ラグビー部として創部した。1968年、2部優勝を果たし、1987年には全国地区対抗大学ラグビーフットボール大会で優勝した。1部への昇格はまだ果たしていない。2017年神奈川大学OBの山路泰生が世界トップリーグスーパーラグビーの日本代表サンウルブズに所属し活躍。

## タイトル
- 全国地区対抗大学ラグビーフットボール大会 : 1回
  - 優勝：1986年度

## 戦績
2005年度以降の戦績は以下のとおり。
| 年度 | 所属 | 勝敗      | 順位 | 主将       | 備考                               |
| ---- | ---- | --------- | ---- | ---------- | ---------------------------------- |
| 2005 | 3部  | 6勝1敗    | 3位  | 槇雄介     |                                    |
| 2006 | 3部  | 4勝3敗    | 4位  | 山路泰生   |                                    |
| 2007 | 3部  | 4勝3敗    | 5位  | 関根一隆   |                                    |
| 2008 | 3部  | 2勝5敗    | 6位  | 佐原康太   |                                    |
| 2009 | 3部  | 1勝6敗    | 7位  | 松永和也   | 入替戦 17-25 駿河台大 ※4部降格     |
| 2010 | 4部  | 1勝6敗    | 8位  | 片岡竜也   | 入替戦 8-57 順天堂大 ※5部降格      |
| 2011 | 5部  | 7勝0敗    | 1位  | 片岡竜也   | 入替戦 5-38 桜美林大 ※5部残留      |
| 2012 | 5部  | 1勝6敗    | 7位  | 久田吉隆   | 入替戦 85-7 和光大 ※5部残留        |
| 2013 | 5部  | 5勝2敗    | 3位  | 加藤大輝   |                                    |
| 2014 | 5部  | 7勝0敗    | 1位  | 鶴丸稔将   | 入替戦 40-24 桜美林大 ※4部昇格     |
| 2015 | 4部  | 1勝6敗    | 7位  | 佐藤公平   | 入替戦 36-26 東京経済大 ※4部残留   |
| 2016 | 4部  | 4勝3敗    | 4位  | 石渡勇作   |                                    |
| 2017 | 4部  | 6勝1敗    | 2位  | 渡辺健太郎 | 入替戦 27-12 横浜国立大 ※3部昇格   |
| 2018 | 3部  | 2勝5敗    | 6位  | 梶川裕登   |                                    |
| 2019 | 3部  | 1勝6敗    | 7位  | 中山夏一暉 | 入替戦 19-38 千葉大学 ※4部降格     |
| 2021 | 4部  | 1勝3敗    | 6位  | 田中啓太   |                                    |
| 2022 | 4部  | 3勝4敗    | 4位  | 小林佳太郎 |                                    |
| 2023 | 4部  | 1勝5敗1分 | 7位  | 中田心温   | 入替戦 21-62 東京経済大学 ※5部降格 |
| 2024 | 5部  | 2勝2敗    | 4位  | 佐藤陽佑   |                                    |

## 主な在籍選手
- 佐藤陽佑（主将、FL / 城南高）

## 著名な関係者

### 過去の代表する選手
- 山路泰生（元主将、PR / キヤノンイーグルス、日本代表、サンウルブズ、長崎南山高）

## 所在地
- 神奈川県横浜市緑区台村町800（神奈川大学附属中・高等学校）